# Нічний візит
«Нічний візит» — радянський художній детективний фільм, знятий на кіностудії «Грузія-фільм» у 1974 році. 

## Сюжет
Фільм знятий за романом братів Вайнерів «Візит до Мінотавра». Справу про викрадення унікальної скрипки італійського майстра Страдіварі ведуть співробітники міліції.

## У ролях
- Григорій Цітайшвілі —  Георгій Миколайович Дапхвадзе, старший інспектор карного розшуку
- Ладо Алексі-Месхішвілі —  професор Церетелі
- Гіулі Чохонелідзе —  Вахтанг Рожденович Аваліані
- Георгій Гегечкорі —  Гурам Гоголадзе, настроювач
- Еросі Манджгаладзе —  начальник УВС
- Лія Еліава —  Олена, слідчий
- Імеда Кахіані —  Гамелаурі, експерт-криміналіст
- Малхаз Бебурішвілі —  інспектор карного розшуку
- Малхаз Горгіладзе —  інспектор карного розшуку
- Карло Саканделідзе —  Оболадзе, сусід Церетелі
- Барбаре Январашвілі —  дружина Оболадзе
- Гіві Тохадзе —  директор Будинку побуту
- Коте Даушвілі —  Степан Андрійович Меладзе
- Бадрі Бегалішвілі —  Яків Семенович Ломідзе (Яшка-ломик)
- Борис Ципурія —  Олександр Михайлович Сідамонідзе, розповсюджувач квитків
- Марина Тбілелі —  Аміреджібі

## Знімальна група
- Режисер — Ніколоз Санішвілі
- Сценаристи — Аркадій Вайнер, Георгій Вайнер
- Оператори — Лев Сухов, Омар Брегвадзе
- Композитори — Реваз Лагідзе, Гія Канчелі
- Художник — Микола Казбегі